# (52271) Lecorbusier
(52271) Lecorbusier ist ein Asteroid des mittleren Hauptgürtels, der von dem deutschen Astronomen Freimut Börngen am 8. September 1988 an der Thüringer Landessternwarte Tautenburg (IAU-Code 033) entdeckt wurde.
Der mittlere Durchmesser des Asteroiden wurde mit 4,863 km (±0,076) berechnet, die Albedo mit 0,223 (±0,018).
Der Asteroid gehört zur Eunomia-Familie, einer nach (15) Eunomia benannten Gruppe, zu der vermutlich fünf Prozent der Asteroiden des Hauptgürtels gehören. Die zeitlosen (nichtoskulierenden) Bahnelemente von (52271) Lecorbusier sind fast identisch mit denjenigen des kleineren, wenn man von der Absoluten Helligkeit von 15,4 gegenüber 13,7 ausgeht, Asteroiden (216832) 2006 VQ131.
Die Bahn von (52271) Lecorbusier wurde 2003 gesichert, so dass eine Nummerierung vergeben werden konnte. Der Asteroid wurde benannt nach dem französisch-schweizerischen Architekten, Architekturtheoretiker und Stadtplaner Charles Édouard Jeanneret-Gris, bekannt unter dem Pseudonym Le Corbusier. Die Benennung des Asteroiden erfolgte auf Vorschlag von Freimut Börngen am 1. Mai desselben Jahres.